# La vendetta del cineoperatore
La vendetta del cineoperatore (Месть кинематографического оператора) è un film in stop-motion del 1912 diretto da Władysław Starewicz. Il film tratta in modo comico argomenti come l'adulterio e il revenge porn oltre ad essere una denuncia sugli aspetti scabrosi della cinematografia dell'epoca interpretato dagli insetti che popolano tutta la prima filmografia dell'animatore russo.

## Trama
Annoiato dalla vita coniugale, Mr. Beetle (un maggiolino) va in un nightclub e si scontra contro una cavalletta per l'attenzione di una ballerina libellula. La cavalletta è in realtà un cineoperatore che segue la coppia fino alla casa della ballerina e filma il loro incontro amoroso. Quando Mr. Beetle torna a casa, trova Mrs. Beetle (la moglie) tra le braccia di un giovane artista, un altro scarabeo. Dopo aver cacciato l'intruso, Mr. Beetle perdona magnanimamente la moglie, come scritto in uno dei vari cartelli presenti nella versione inglese della pellicola. Insieme vanno al cinema, e, con loro sorpresa, il film che viene mostrato è  riguardante l'infedeltà di Mr. Beetle, infatti il proiezionista è la cavalletta con cui si era scontrato Mr. Beetle. Questo attacca la cavalletta dopo aver caricato il suo stand. L'appuntamento termina quando la coppia viene gettata in una cella di prigione.